# Wildpark Poing
Koordinaten: 48° 10′ 32″ N, 11° 49′ 49″ O
Der Wildpark Poing ist ein in der Gemeinde Poing gelegener Wildpark. Auf einem Rundweg werden vor allem in Europa heimische Wild- und Haustiere präsentiert.

## Park

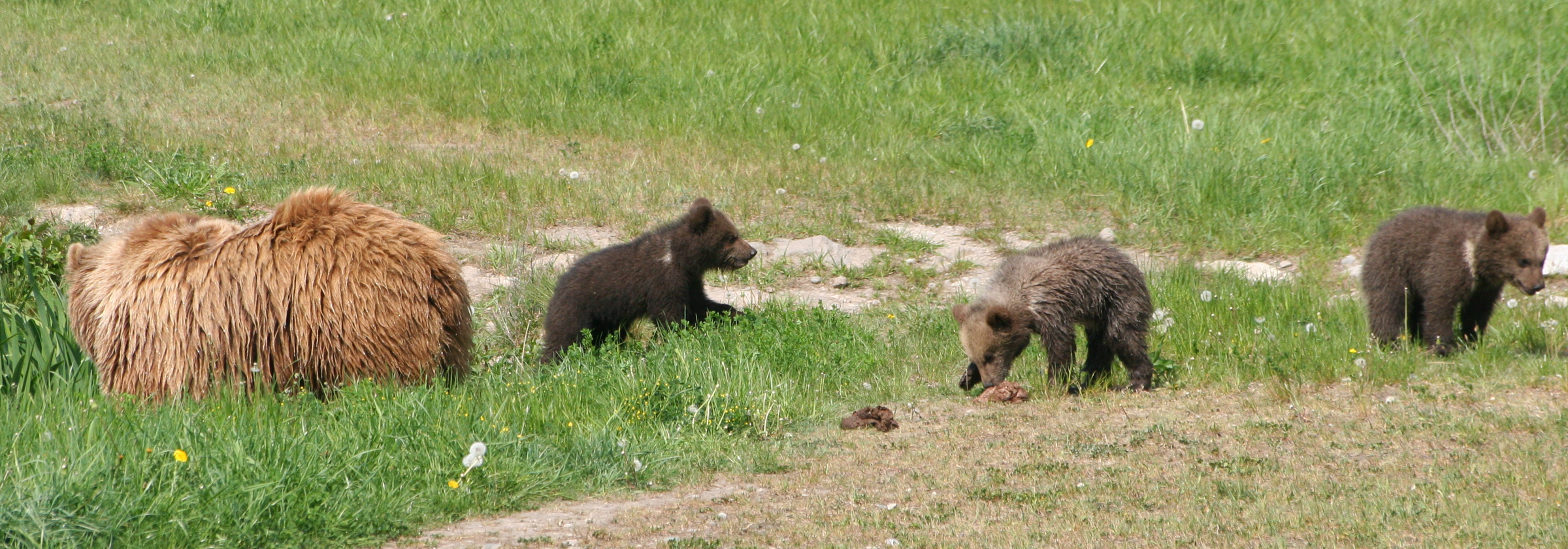
Poings vierköpfige Braunbärenfamilie

Der 1959 am Ostrand von Poing von privater Hand gegründete Wildpark ist ein beliebtes Ausflugsziel in der Nähe von München. Nach elf Jahren Vorarbeiten wurde der Park 1970 eröffnet. Auf einer Fläche von 570.000 m² bietet er ganzjährig die Möglichkeit, einheimische Wildarten aus der Nähe zu beobachten. Er wurde mit der Plakette fachlich geprüftes deutsches Wildgehege und der Bayerischen Umweltmedaille ausgezeichnet.

## Besonderheiten

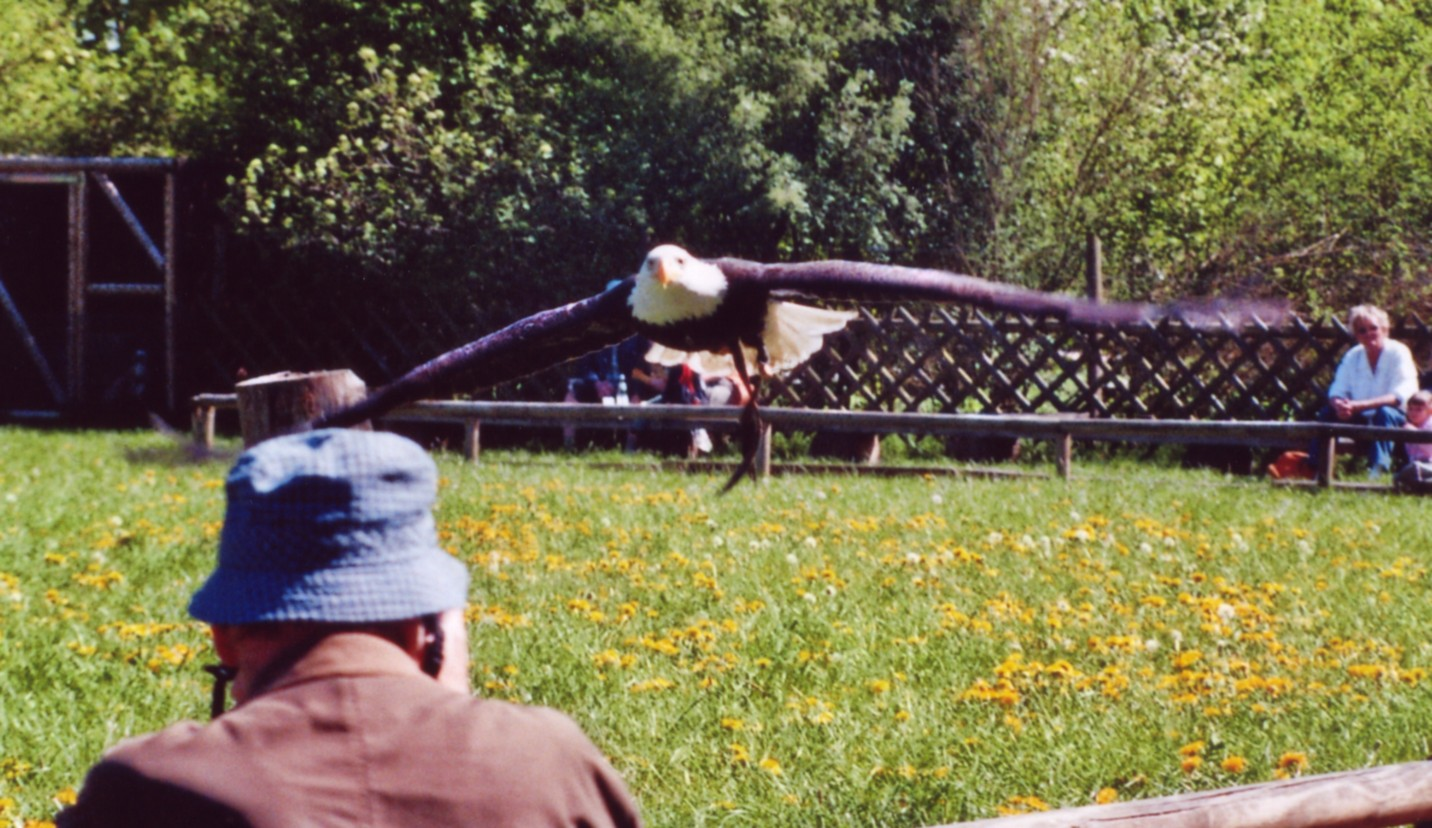
Greifvogelflugschau im Wildpark Poing

Eine Hauptattraktion ist die Greifvogelschau, bei der verschiedene Tag- und Nachtgreifvögel vorgeführt werden. Weiterhin gibt es einen Ponyzuchthof, einen Spielplatz mit Picknickwiese, einen Waldlehrpfad und eine Feuchtbiotopanlage.
Seit Anfang 2007 bewohnt die Braunbärin Mia aus Schweden mit ihren drei „Töchtern“ Maja, Mette und Molly ein neues Gehege im Park.

## Tierarten
Die teilweise sehr zutraulichen Tierarten beinhalten unter anderem
- Rot-, Dam-, und Rehwild
- Muffelwild
- Wisente
- Elche
- verschiedene Ziegen- und Schaf-Rassen
- Pferde und Esel
- Schwarzwild
- Nutrias
- Wölfe
- Luchse
- Rotfüchse
- Marder und Iltisse
- Braunbären
- Greifvögel
- Weiß- und Schwarzstörche
- Fasane, Enten, Gänse und Schwäne
- Waschbären

## Bilder

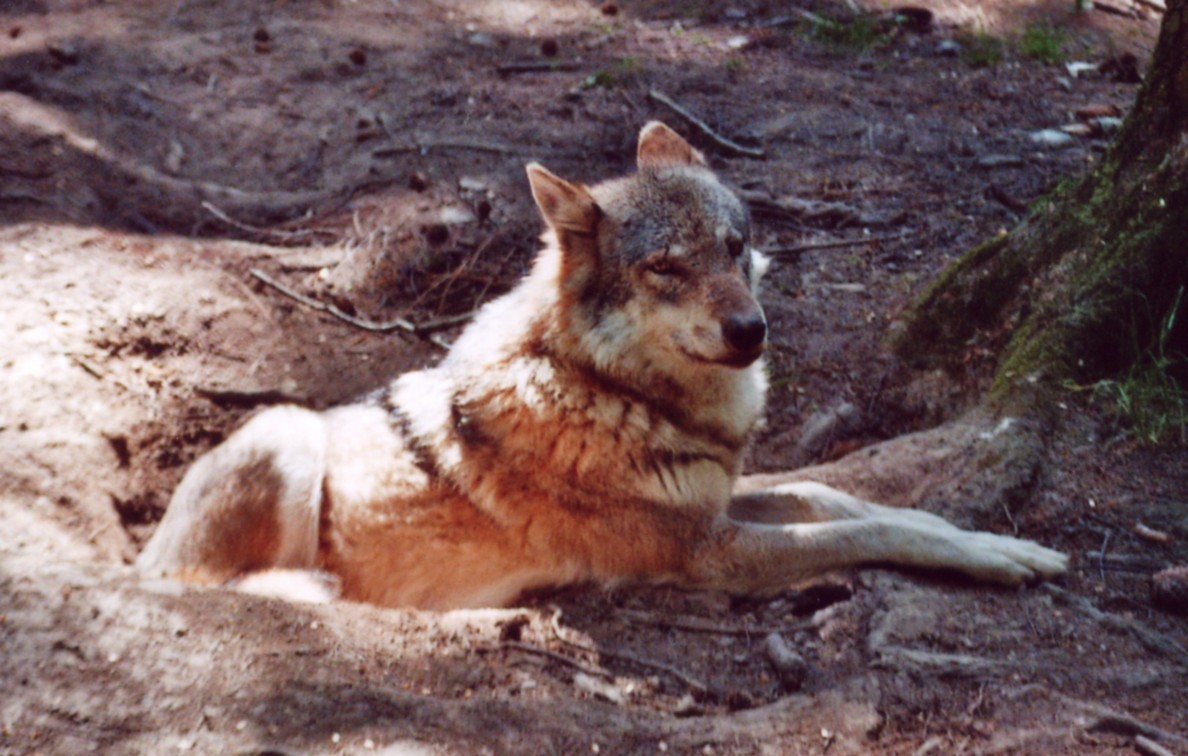
Wolf
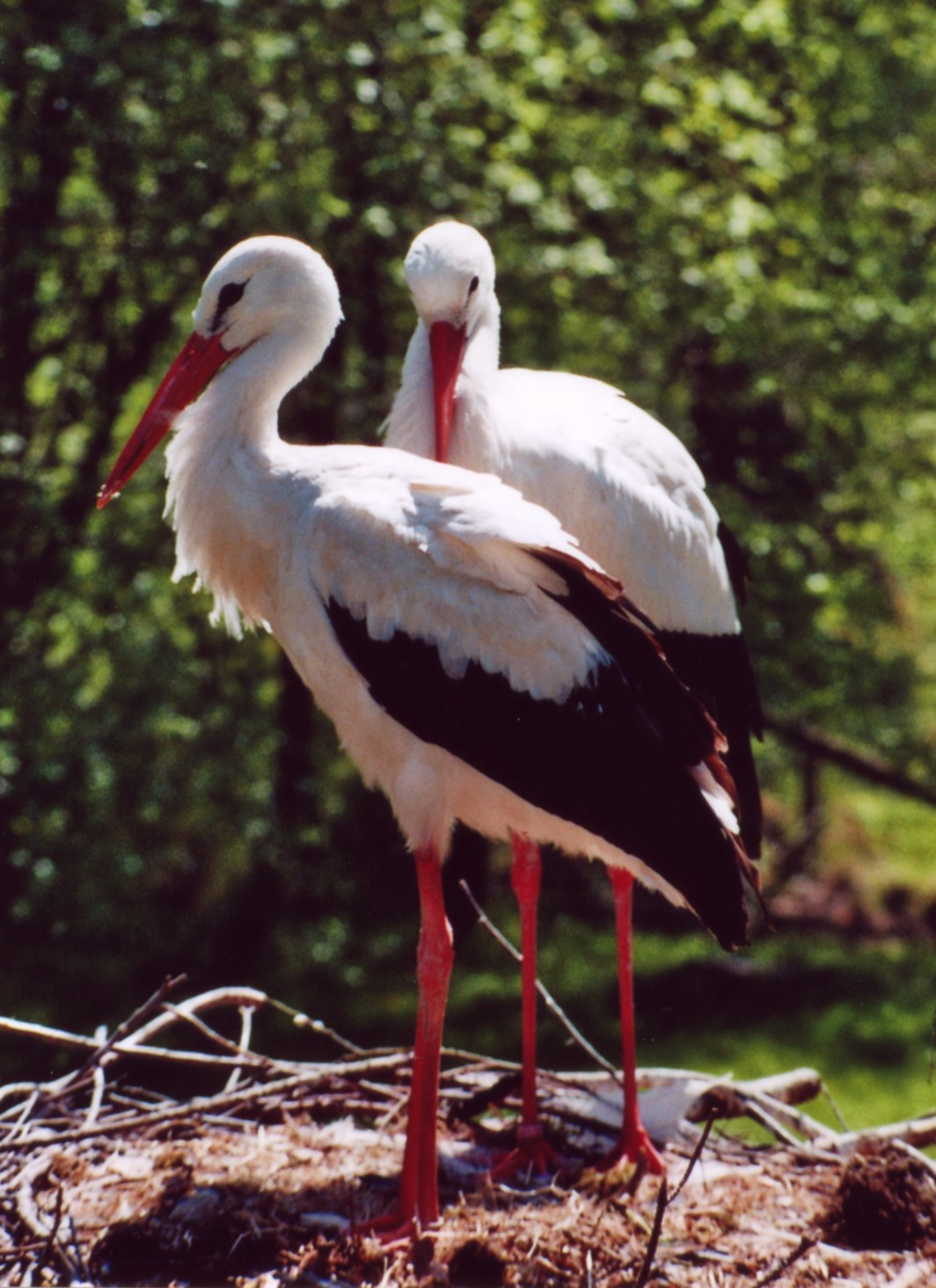
Weißstörche
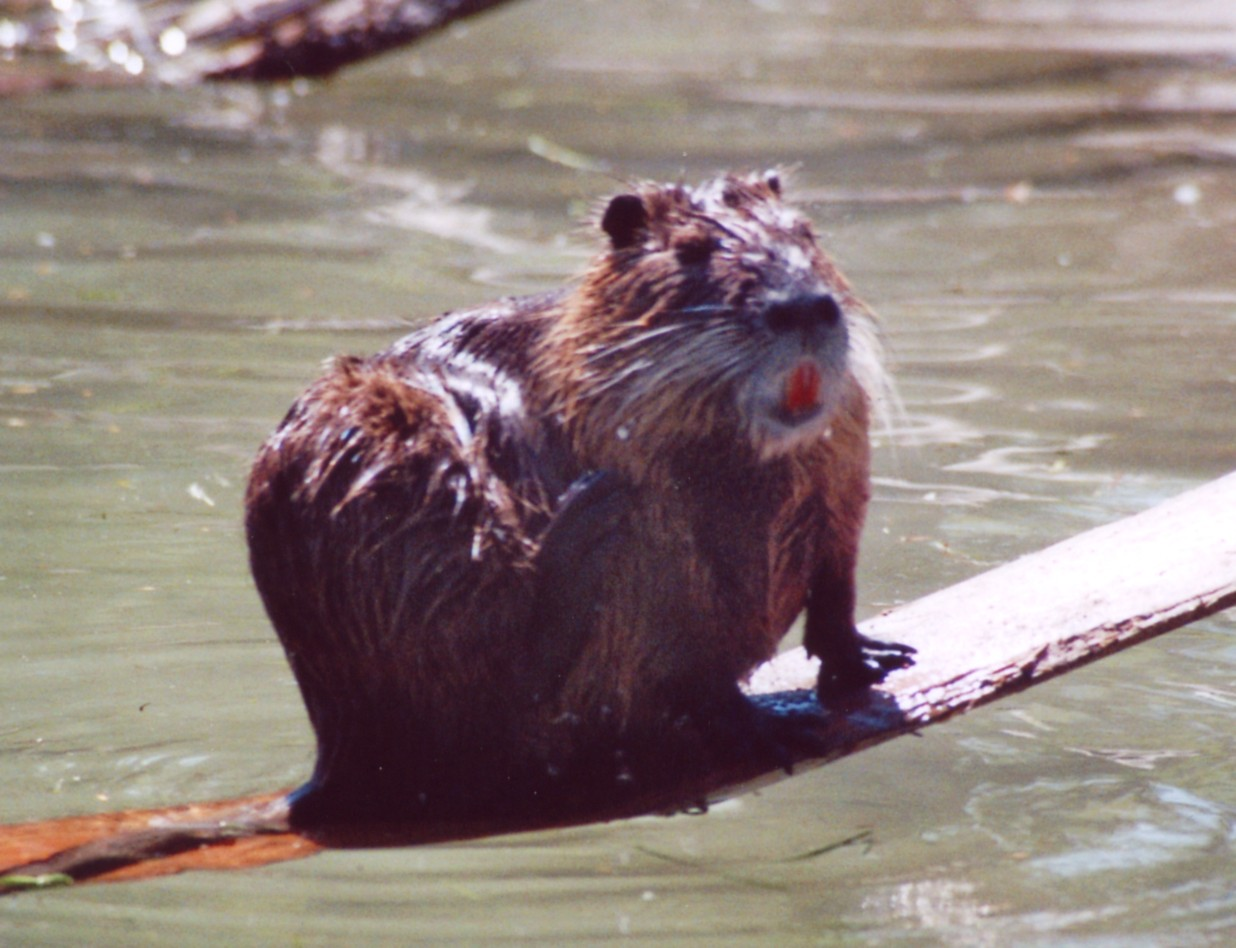
Nutria
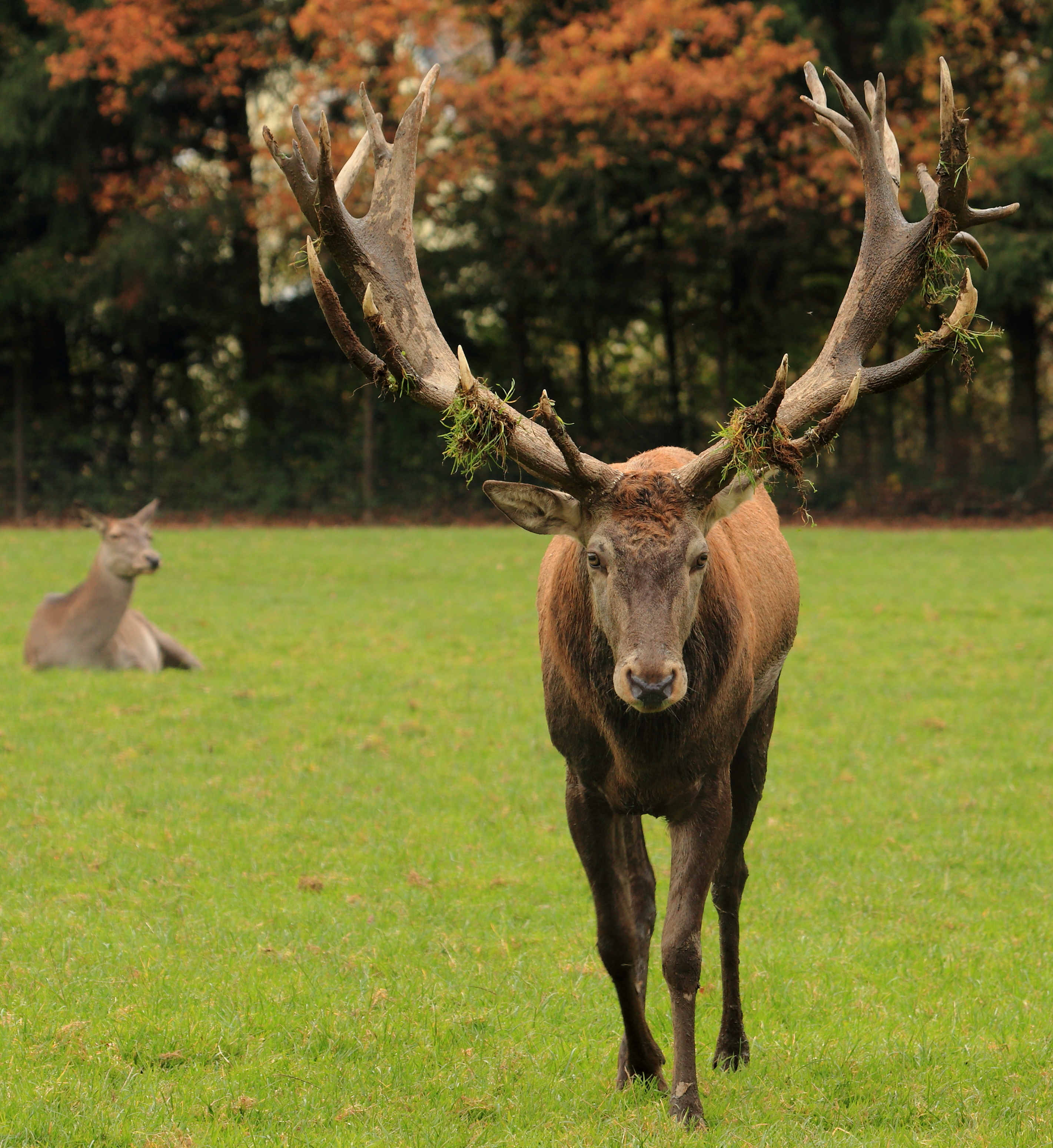
Rothirsch
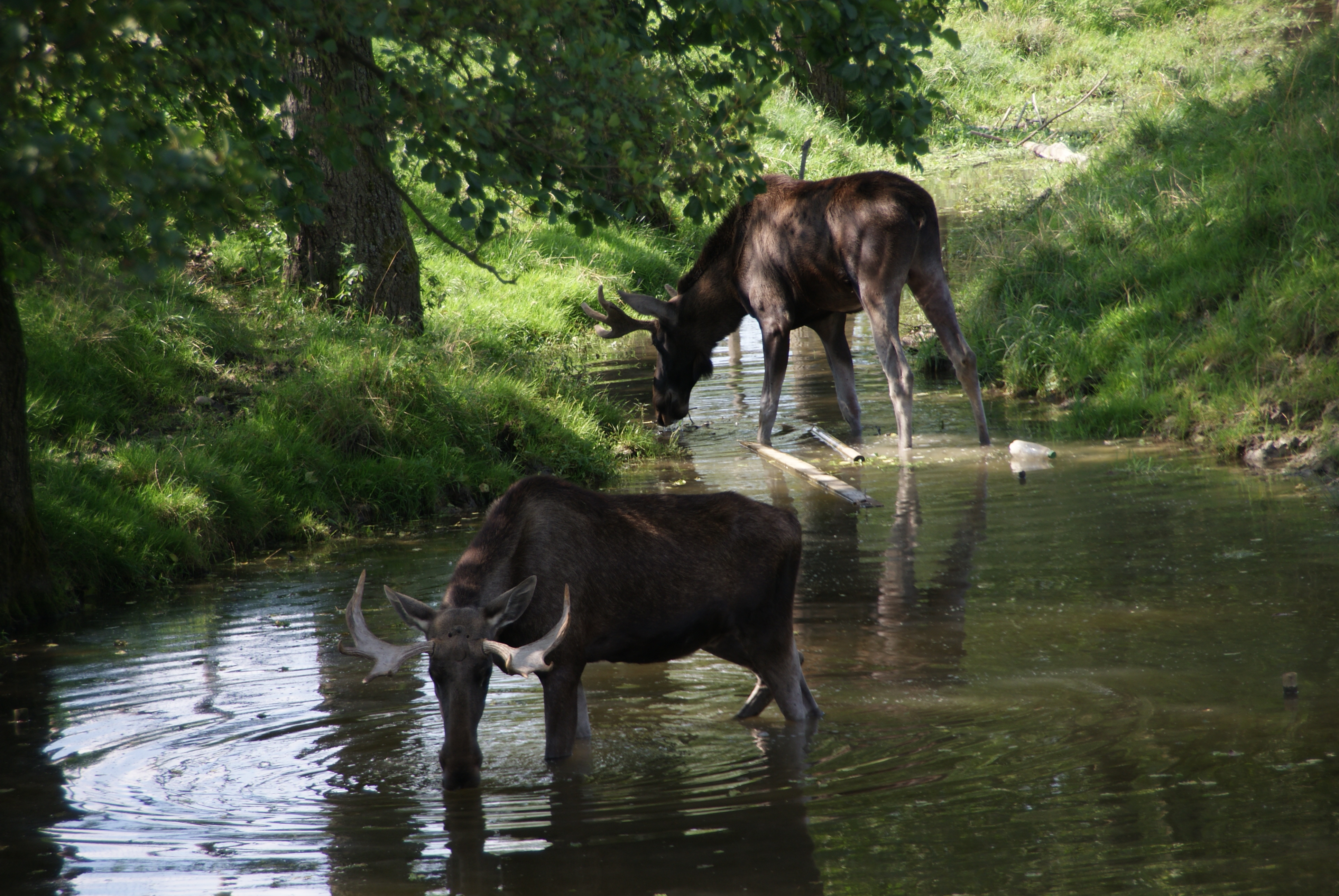
Elche
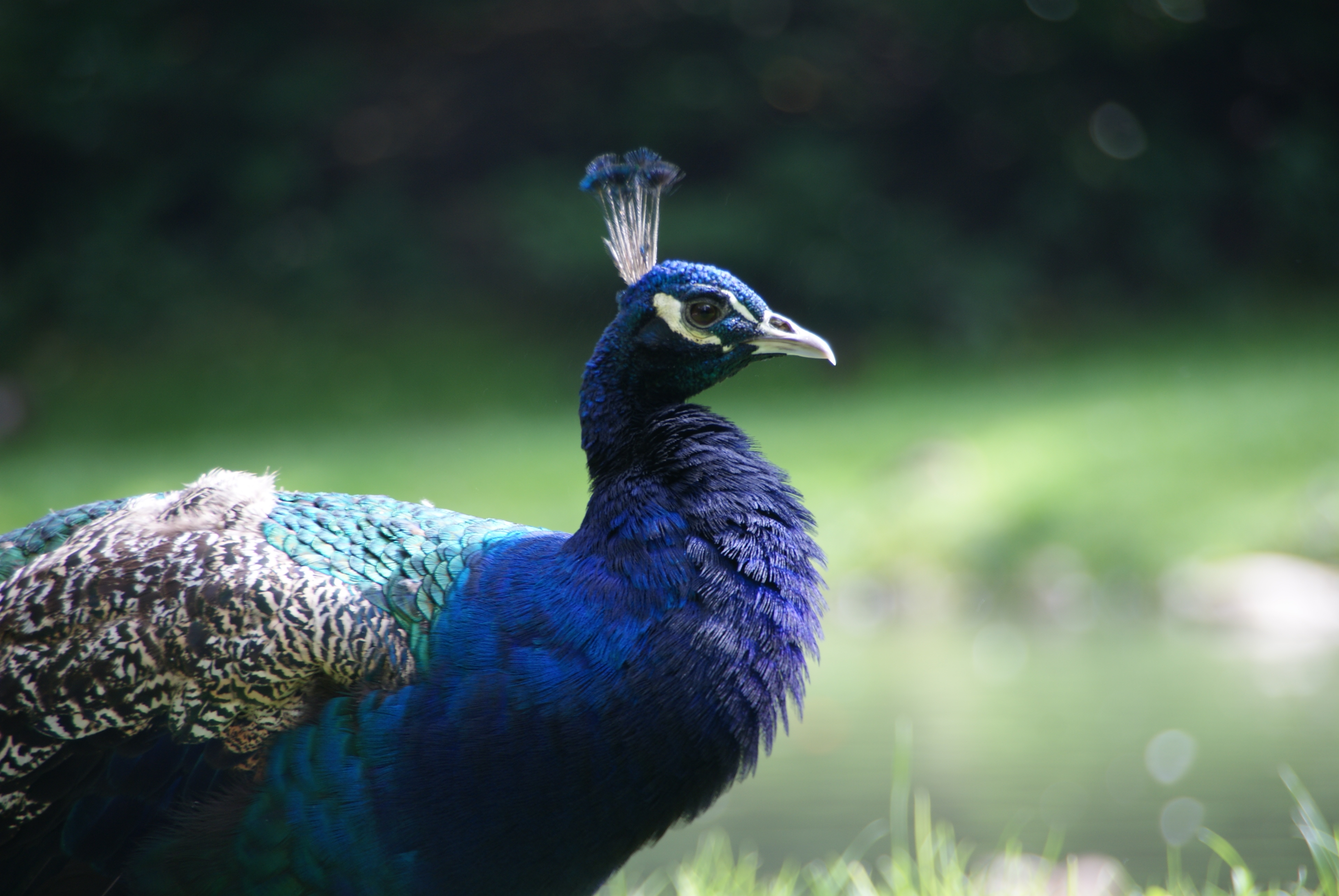
Pfau
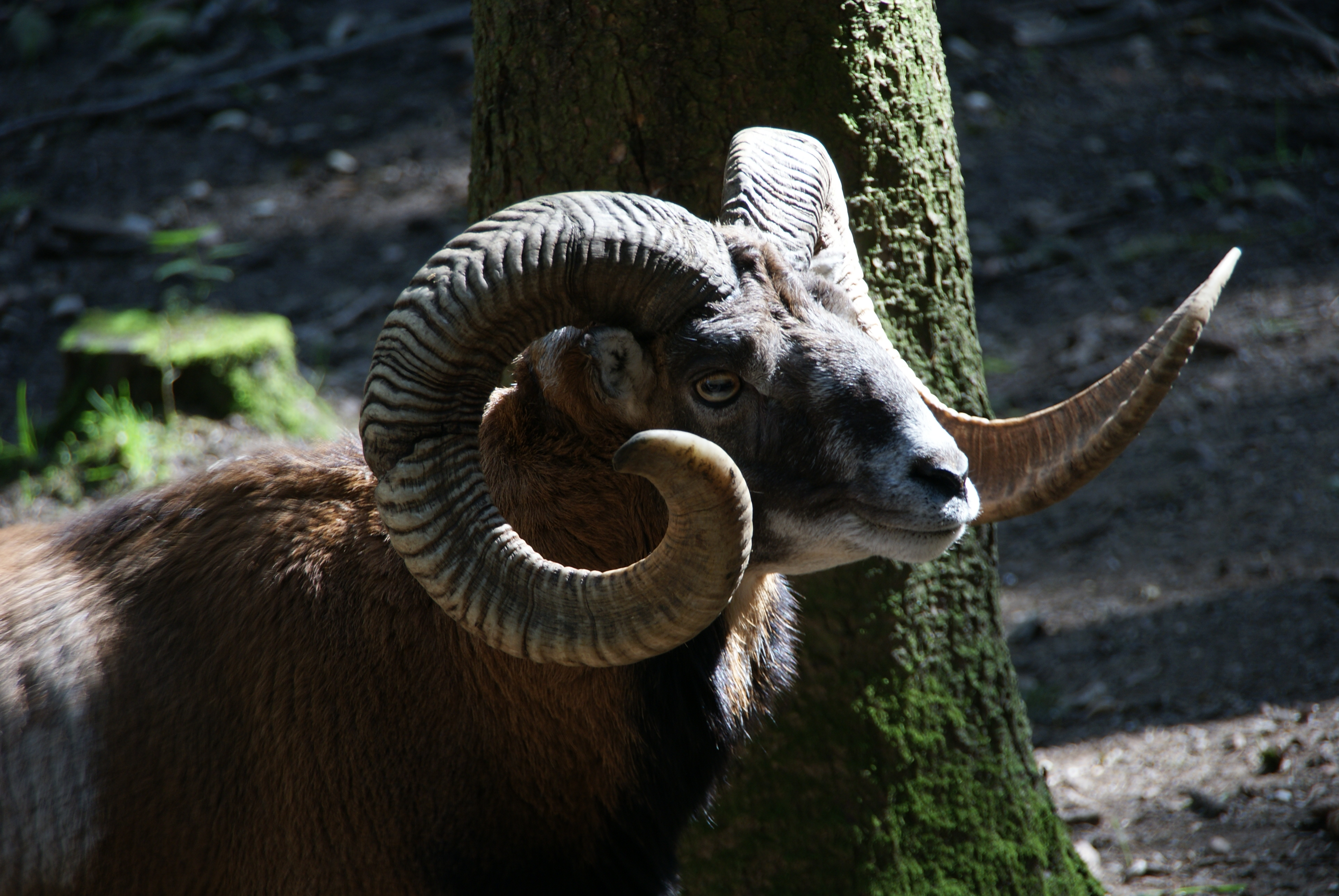
Mufflon
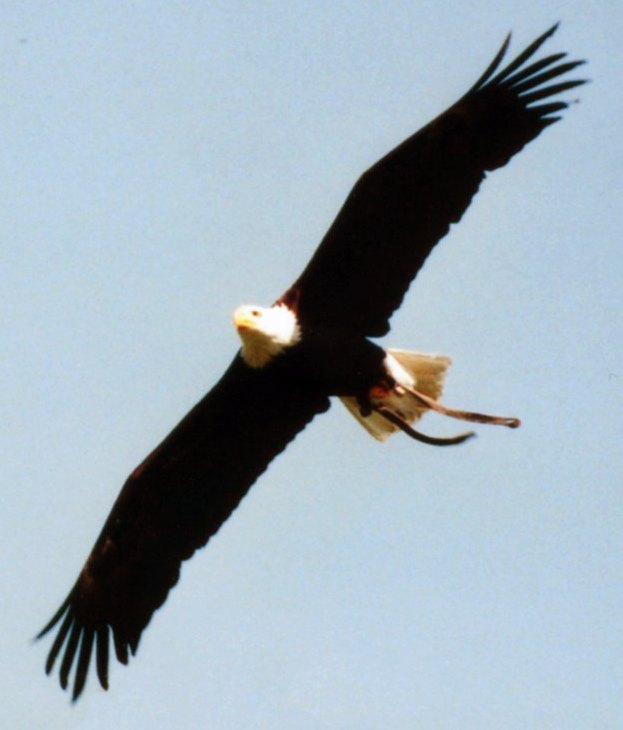
Weißkopfseeadler